# النصر للكيماويات الوسيطة
شركة النصر للكيماويات الوسيطة هي إحدى الشركات التابعة لـ"جهاز مشروعات الخدمة الوطنية للقوات المسلحة"، التابع بدوره لوزارة الدفاع المصرية، شركة رائدة كبرى تتميز مصانعها باستخدام أحدث التكنولوجيا العالمية والتقنيات الحديثة المتطورة في مجالات عملها مما أدى إلى الجودة العالية للمنتجات مع الحفاظ على البيئة من كافة أنواع التلوث.

## رؤساء الشركة
- إيهاب عبد السميع
- اللواء / مختار عبد اللطيف.[2]